# Lathrostizus flexicauda
Lathrostizus flexicauda là một loài tò vò trong họ Ichneumonidae.